# Miranpur
Miranpur è una suddivisione dell'India, classificata come nagar panchayat, di 26.101 abitanti, situata nel distretto di Muzaffarnagar, nello stato federato dell'Uttar Pradesh. In base al numero di abitanti la città rientra nella classe III (da 20.000 a 49.999 persone).

## Geografia fisica
La città è situata a 29° 18' 0 N e 77° 55' 60 E e ha un'altitudine di 229 m s.l.m..

## Società

### Evoluzione demografica
Al censimento del 2001 la popolazione di Miranpur assommava a 26.101 persone, delle quali 13.752 maschi e 12.349 femmine. I bambini di età inferiore o uguale ai sei anni assommavano a 4.896, dei quali 2.650 maschi e 2.246 femmine. Infine, coloro che erano in grado di saper almeno leggere e scrivere erano 13.915, dei quali 8.374 maschi e 5.541 femmine.